# Zvonková
Zvonková, do roku 1947 Glöckelberg,  je zaniklá obec na pravém břehu Lipna u hranice s Rakouskem. Dříve se jednalo o rozlehlou a téměř výlučně etnicky německou obec, která zanikla v 50. letech 20. století. Dnes je částečně zachovaná osada Přední Zvonková a téměř zaniklá Zadní Zvonková součástí města Horní Planá v okrese Český Krumlov jako katastrální území Zvonková v části Bližší Lhota. V Zadní Zvonkové je přeshraniční propojení Zadní Zvonková - Schöneben.

## Historie
Obec mívala tři části: Glöckelberg (Zvonkovou), Josefsthal (Josefův Důl) a Hüttenhof (Huťský Dvůr). Podle seznamu obcí Ortsrepertorium z roku 1913 zde žilo celkem 1610 obyvatel ve 212 domech.
V roce 1930 měla 1306 obyvatel ve 232 domech, z toho 11 Čechů. V letech 1938 až 1945 byl Glöckelberg  v důsledku uzavření Mnichovské dohody přičleněn k nacistickému Německu; tento stav trval do 2. května 1945, kdy toto české území osvobodila americká armáda. V dubnu 1950 se obec ocitla v zakázaném hraničním pásmu a později byla srovnána se zemí. Stát zde zůstaly pouze tři budovy: kostel sv. Jana Nepomuckého, fara a dům, který dnes funguje jako penzion. Přední Zvonková byla částečně zachována, ale v letech 1950 až 1989 se jejími obyvateli stali příslušníci Pohraniční stráže.

## Pamětihodnosti
- Kostel sv. Jana Nepomuckého v Zadní Zvonkové
- Památkově chráněný barokní kříž z roku 1740 u Zadní Zvonkové.[9]
- Památkové chráněný kříž u zaniklého Huťského Dvora.
- Schwarzenberský plavební kanál

## Osobnosti
Mezi nejvýraznější osobnosti Zadní Zvonkové patřil Engelmar Unzeitig (1911–1945). Do Zvonkové přišel jako farář v roce 1940 a stavěl se otevřeně proti nacismu. Kvůli svým výrokům byl rok nato zatčen gestapem a později se dostal do koncentračního tábora Dachau. V roce 1944 se v táboře rozšířil tyfus, Unzeitig nemocným spoluvězňům pomáhal, nicméně se nakazil a krátce před osvobozením v roce 1945 zemřel. Jeho popel se z Dachau podařilo propašovat do Würzburgu.
Někteří spoluvězni Unzeitiga označovali za světce a nazývali ho Anděl z Dachau. V červnu 1991 byl ve Würzburgu zahájen jeho kanonizační proces. V roce 2009 papež Benedikt XVI. potvrdil Unzeitigovy hrdinské ctnosti, v roce 2016 uznal papež František jeho mučednictví. 24. září 2016 byl v bavorském Würzburgu blahořečen.
V Zvonkové se narodil a zemřel i rolník a politik Johann Kaim (1798–1875), během revolučního roku 1848 poslanec Říšského sněmu. Nositeli vzdělání a kultury a víry byli i zde učitelé a faráři. Místní osobností byl učitel Josef Jenne, který po přestěhování do Horní Plané učil Adalberta Stiftera a farář Dr. Alois Essl. Významnou osobností nadregionálního významu byl spisovatel Johannes Urzidil.

## Ochrana přírody
V katastru Zvonkové jsou vyhlášeny tři přírodní památky:
- Házlův kříž
- Prameniště Hamerského potoka u Zvonkové
- Úval Zvonková